# ایلچستر
ایلچستر (به انگلیسی: Ilchester) یک روستا و محله مدنی در بریتانیا است که در سامرست جنوبی واقع شده‌است. ایلچستر ۲٬۱۵۳ نفر جمعیت دارد.